# 德列戈维奇人

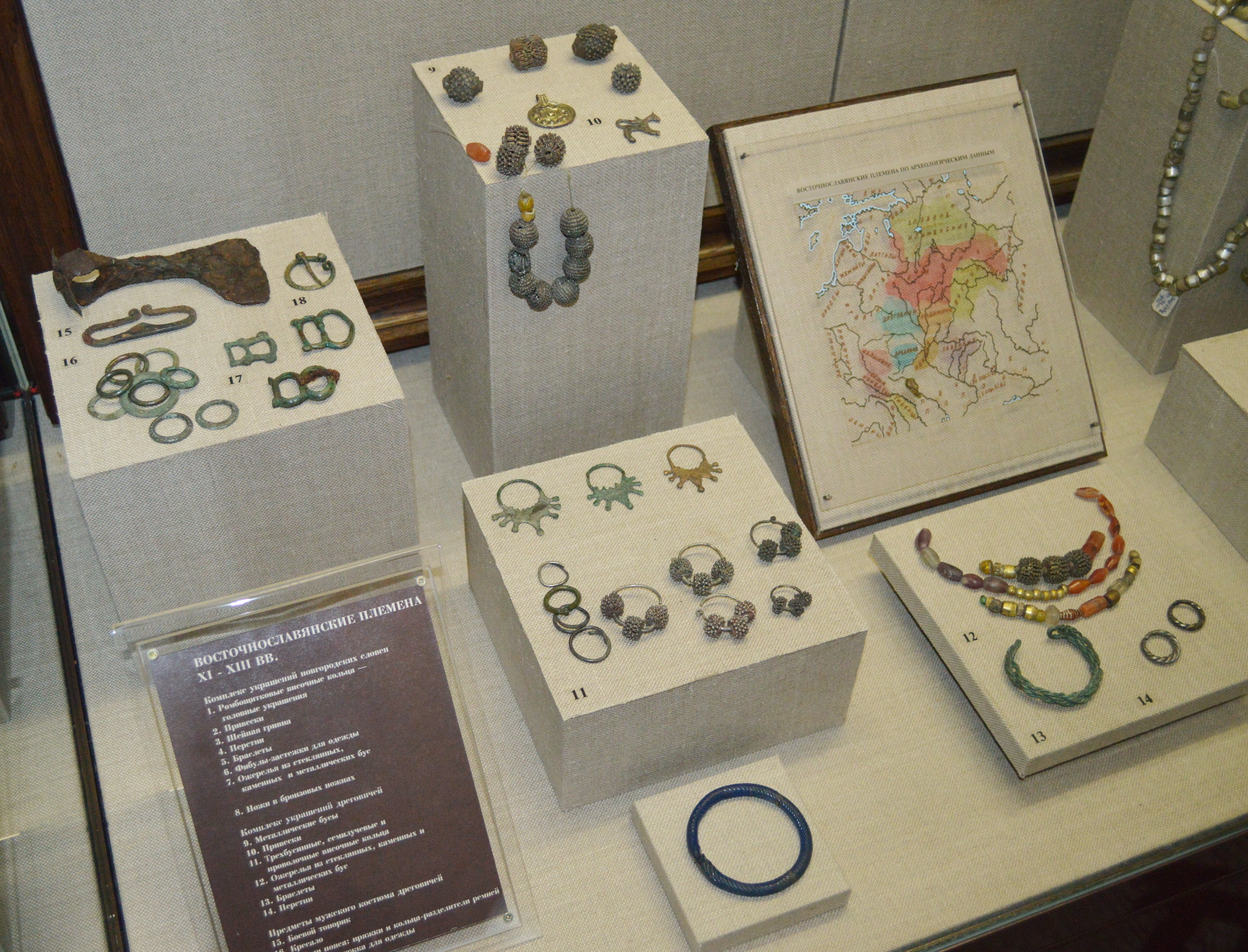
德列戈维奇家族的铁斧和火镰。还有各种男女服饰配件：皮带扣、手链、珠子等饰品。藏于俄罗斯国家历史博物馆

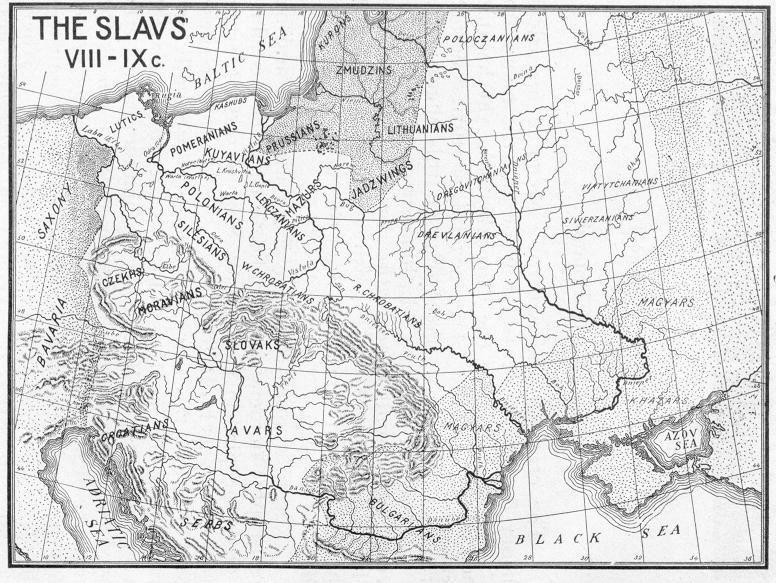
9世纪的斯拉夫人

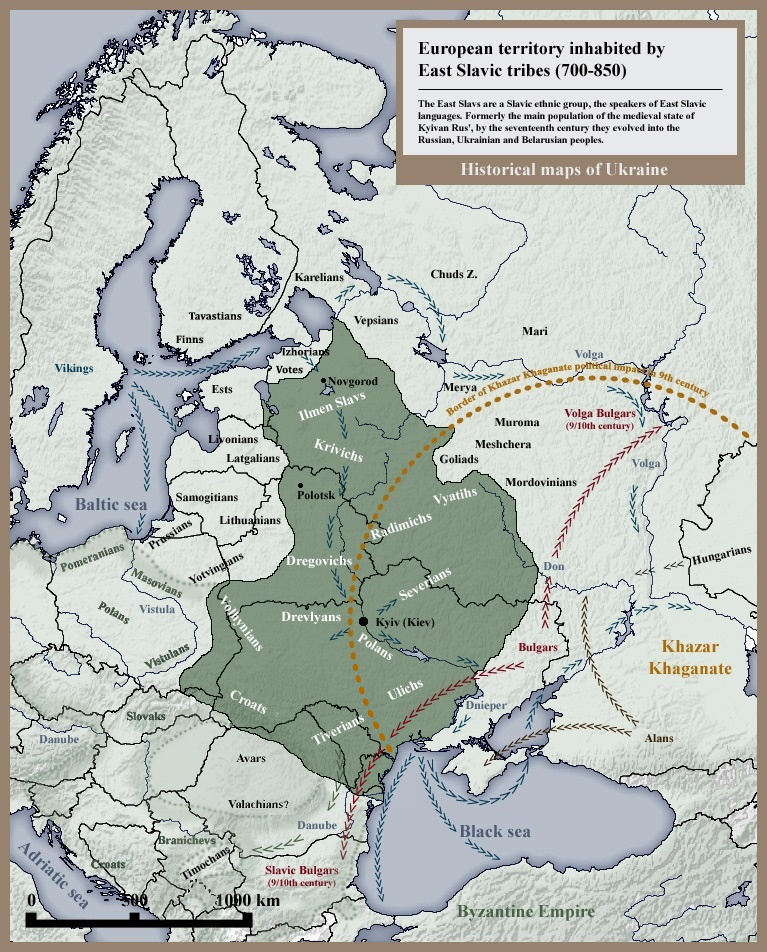
八、九世纪东斯拉夫部落居住的欧洲领土

德列戈维奇人， 一译“德雷戈維奇人”（英语：Dregoviches或Dregovichi，國際音標：[ˈdrɨɣavʲitʂɨ]）是早期东斯拉夫人的部落联盟之一。 他们居住在普里皮亚季河下游和第聂伯河右岸北部地区（该部落更确切的领土范围仍然未知）。该部落的名称可能源自古鲁塞尼亚语单词дрегва或дрягва（drehva或dryahva，意思是“沼泽”），因为德列戈维奇人过去居住在草沼中。
已知的第一个关于德列戈维奇人的文献是在《往年纪事》中，他们被列为十二个部落之一。然而，君士坦丁七世的《帝国行政论》中提到了“德鲁戈维奇人（Drugovichians）”。由于该参考文献出现在一段描述“德鲁戈维奇人”是向基辅罗斯进贡的斯拉夫民族之一的段落中，并且他们与塞韦里亚尼人和克里维奇人并列命名，因此看起来这些人很可能是同一种人。到了12世纪，他们被同化为主要的东斯拉夫民族。
纪事中没有告诉历史学家太多关于德列戈维奇人的信息。我们只知道他们在图罗夫有自己的王爵统治。10世纪，德列戈维奇人的土地成了基辅罗斯的一部分，后来又成为图罗夫公国的一部分。德列戈维奇人的西北部成为了波洛茨克公国的一部分。

## 另请参见
- 中世纪斯拉夫部落列表（英语：List of early Slavic peoples）
- 克里维奇人，位于其东北部（今白俄罗斯附近）
- 拉季米奇人，位于其东部（今白俄罗斯附近）
- 德列夫利安人，位于其南部
- Yotvingians人（俄语：Ятвяги）和立陶宛人（俄语：Литва (племена)），位于其西北部

## 相关文献
- 君士坦丁七世的《帝国行政论》，RJ Jenkins编辑，敦巴顿橡树园拜占庭研究中心 (1967)